# 洛佐韋 (舊別利斯克區)
49°21′17″N 39°17′1″E / 49.35472°N 39.28361°E
洛佐韋（烏克蘭語：Лозове）是位於烏克蘭東部的村莊，由盧甘斯克州舊比利斯克區的奇米里夫卡市鎮負責管轄。該村始建於1924年，面積0.44平方公里，海拔高度169米，2001年人口59，人口密度每平方公里134.1人。